# Й
Й, й は、キリル文字のひとつ。Иにブレーヴェを付した文字である。

## 呼称
- ロシア語: И краткое（イークラートコイェ：短いИ）
- ウクライナ語: йот（ヨット）
- ブルガリア語: И кратко（イクラートコ：短いИ）
- モンゴル語: хагас И（ハガスイー：短いИ）
- キルギス語：短い「イ」

## 音素
原則として /j/ を表す。

## アルファベット上の位置
ロシア語、ベラルーシ語の第 11 字母、ウクライナ語の第 14 字母、ブルガリア語の第 10 字母である。

## Йに関わる諸事項
- おもに母音の後におかれる。
  - ブルガリア語・ウクライナ語では語頭でも用いられ、音節頭位で "йо-" /jo/ のように使われる。
  - ロシア語においても、外来語や文法用語を中心に、й で始まる単語がごく少数存在する（例：Нью-Йорк ニューヨーク）。
- /je/, /jo/, /ji/, /ju/, /ja/ を表すには、それぞれ言語により Е/Є, Ё, Ї, Ю, Я が用いられる。
- ラテン文字への翻字には J や Y が一般に使われる（ISO 9等）。

## 符号位置
| 大文字 | Unicode | JIS X 0213 | 文字参照        | 小文字 | Unicode | JIS X 0213 | 文字参照        | 備考 |
| ------ | ------- | ---------- | --------------- | ------ | ------- | ---------- | --------------- | ---- |
| Й      | U+0419  | 1-7-11     | &#x419; &#1049; | й      | U+0439  | 1-7-59     | &#x439; &#1081; |      |

## 関連記事
- Ј - セルビア語・マケドニア語等で用いられる/j/。
- Ў - ベラルーシ語で用いられる/w/。